# Palazzo Silvestri

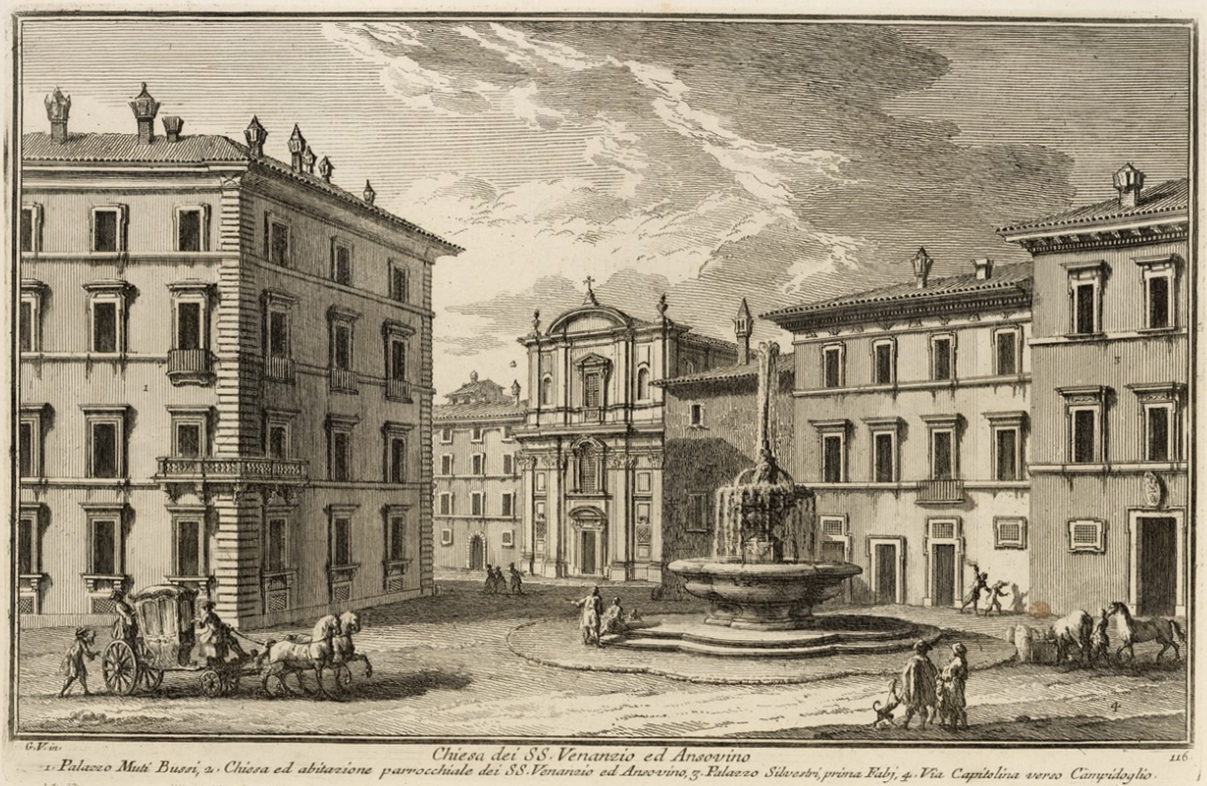
Nesta gravura de Giuseppe Vasi (1756), o Palazzo Silvestri é o primeiro da direita. Todos os edifícios daquele lado da rua foram demolidos em 1928, incluindo a igreja de Santi Venanzio e Ansovino. Do lado esquerdo está o Palazzo Muti Bussi, que ainda está de pé de frente para para a nova Piazza d'Aracoeli.

Palazzo Silvestri era um palácio que ficava localizado onde hoje está a Piazza d'Aracoeli, no rione Campitelli de Roma. Em 1928, vários quarteirões antigos de Roma foram demolidos para permitir a abertura da praça e a passagem da nova Via del Mare (moderna Via del Teatro di Marcello), uma nova estrada que ligava o centro à região sul da cidade e que dava acesso às estradas que levavam ao Lido di Ostia, a praia moderna de Roma. Entre os edifícios demolidos estava o Palazzo Silvestri e a igreja de Santi Venanzio e Ansovino.